# 奈良井ダム
奈良井ダム（ならいダム）は、長野県塩尻市（旧木曽郡楢川村）、信濃川水系奈良井川に建設されたダム。高さ60メートルのロックフィルダムで、洪水調節・不特定利水・上水道用水確保を目的とする長野県営の多目的ダムである。ダム湖（人造湖）の名はならい湖という。

## 歴史
1932年（昭和7年）より長野県が主体となって進められていた奈良井川の治水改修事業であるが、これは堤防の造成（築堤）を主とするものであり、それも大きな洪水の際には決壊するなど根本的な解決策とは言えず、流域の宅地化進行もあって新規築堤は次第に困難なものとなりつつあった。1964年（昭和39年）には通商産業省（現経済産業省）が松本市や諏訪市を始めとする長野県中部（松本地域・諏訪地域）を新産業都市に指定。以来、工場進出とともに人口も急増。奈良井川から直接取水するという従来の方法では上水道用水の需要に供給が追い付かない状況となっていった。
長野県はダムの洪水調節機能による奈良井川の根本的な治水と同時に、流域農地への既得用水確保のための不特定利水、塩尻市・松本市に供給する上水道用水の確保を目的とする「奈良井川総合開発事業」を計画。その一環として奈良井ダムが補助多目的ダムとして奈良井川上流に建設されることになった。建設は1966年（昭和41年）に着手され、1982年（昭和57年）に完成した。

## 周辺
国道19号鳥居峠近くにあるが、この鳥居峠は太平洋と日本海の分水嶺に当たり、これより北側に降った雨は日本海へ、南側に降った雨は太平洋側へと注ぐ。
奈良井ダム下流には中山道の宿場・奈良井宿があり、さらに下ると贄川（にえかわ）宿・贄川関所址がある。江戸時代、この辺りは木曽路を歩く旅人で賑わいを見せていた。現在でも奈良井川沿いには国道19号やJR中央本線が通過し、中京から信州を結ぶ重要な路線となっている。最寄りの駅は奈良井駅である。